# Къща на ул. „Цара Душана“ 10
Къщата на улица „Цара Душана“ № 10 (на сръбски: Кућа у Улици Цара Душана broj 10 или Kuća u Ulici Cara Dušana broj 10) е построена между 1724 и 1727 г. и е най-старата оцеляла сграда в Белград, столицата на Сърбия. Намира се в квартал „Дорчол“, в община Стари град, и е обявена за паметник на културата на Сърбия през 1987 г.

## История
Къщата е една от първите завършени сгради, построени по време на австрийската окупация на Северна Сърбия в периода 1718 – 1739. Строежът започва през 1724 г. и завършва през 1727 г. Проектирана е от швейцарския архитект Никола Докса, който по това време е полковник от австрийската армия. Докса изработва регулационния план за част от Белград, включително за реконструкцията на Белградската крепост. През 1738 г. е обвинен в държавна измяна и е екзекутиран под стените на крепостта.
Къщата е построена за сарача Елиас Флайшман. Той е уважаван в обществото човек и член на общинския съвет на Белград. Освен за живеене той използва сградата и като работилница. След 1740 г., когато австрийците се оттеглят и османците си връщат контрола над Белград, къщата остава обитаема и по един или друг начин се използва като работилница или магазин, откакто е построена до днес. По време на обсадата на Белград през 1789 г., когато австрийците си връщат Белград, къщата е повредена, но по-късно е ремонтирана. В края на XIX век сградата е основно реконструирана: покривът е сменен и свален, а декорациите по фасадата са променени и адаптирани към по-съвременните стилове в архитектурата.
След като Австрия губи Руско-турската война от 1737 – 1739 г., Северна Сърбия, включително Белград, е върната на турците. Една от разпоредбите на Белградския мирен договор от 1739 г. гласи, че Австрия трябва да разруши всички укрепления и военни и цивилни сгради, които е построила по време на окупацията. Много барокови сгради са разрушени. Австрия обаче не разрушава сградите извън крепостните стени. Така къщата на ул. „Цара Душана“ оцелява.
Къщата е втората поред от седем еднакви къщи, подредени от дясната страна на улицата, която по това време е считана за „немската част“ на Белград. Още две къщи оцеляват до 30-те години на ХХ век, когато са съборени и оцелява само къщата на номер 10.
До 1950 г. приземното ниво е магазин за хранителни стоки, а в мазето е разположена текстилната работилница Narodni Heroj Anđa Ranković (в превод: „Народна героиня Анджа Ранкович“). Първоначално кръстен на покойната съпруга на Александър Ранкович, един от най-влиятелните комунистически политици след 1945 г., магазинът се развива в Beko, една от най-големите фабрики за облекло в Сърбия за времето си. До средата на първото десетилетие на XXI век в сградата се помещава пекарна, първата денонощна пекарна в бивша Югославия. През 2008 г. е открита нова модерна пекарна – пицария.
Към 2017 г. това е най-старата сграда в Белград и единствената жилищна сграда от първата половина на XVIII век, запазена в градската част на Белград извън комплекса на крепостта.
През 2010 г. градската администрация изготвя доклад, който предвижда адаптирането на сградата в музей, но до 2017 г. този план не е осъществен.

## Характеристики
Фасадата на сградата е изградена в популярния за времето си бароков стил, който Докса иска да приложи в цялата немска част на Белград и който е типичен пример за градска къща със смесено предназначение (за живеене и за бизнес), често срещана в района на Хабсбургската монархия през Подунавието през XVIII век. Къщата разполага с мазе, партер и горен етаж. Порталите са обрамчени в профилирани каменни рамки. Всички седем оригинални къщи в редицата са свързани чрез изби. Най-ниската точка на мазето е 4 m под земята, а водното ниво на Дунав е около 5 m под мазето.

## Подземие
Отдавна се разпространяват истории за съществуването на подземни коридори, които свързват къщата с Белградската крепост; дори се твърди, че една от причините за екзекуцията на архитекта Докса е да се запази в тайна обширната подземна мрежа от коридори.
Историята отново е поставена в центъра на вниманието през 1963 г., когато г-жа Катарина Бастъл, дългогодишен наемател на къщата, дава интервю за архитектурното списание Izgradnja. Тя твърди, че през пролетта на 1941 г., скоро след като Германия окупира Югославия, група офицери от Вермахта пристигат с лимузина и влизат в мазето. През следващите седмици наемателите на къщата не са имали право да влизат в мазето, откъдето се чува постоянен шум от чукове и пробивна дейност. Историята подтиква много хора, включително спелеолози, да изследват подземието, но всичко, което успяват да намерят, е наводнена изба, изолирана с разделителни стени и пълна с гъста водниста утайка. Стените очевидно са много по-млади от самата къща. През 2010 г. в мазето влизат журналисти. Каменното стълбище води надолу за около 30 m преди дълбоката утайка да попречи на по-нататъшното преминаване. Все още не се знае дали има коридори отвъд тази точка и накъде водят.